# Retiarius
Retiarius — рід грибів. Назва вперше опублікована 1978 року.

## Класифікація
Згідно з базою MycoBank до роду Retiarius відносять 4 офіційно визнані види:
- Retiarius bovicornutus
- Retiarius goenczoelii
- Retiarius revayae
- Retiarius superficiaris